# Trương Gia Khẩu
Trương Gia Khẩu (张家口市) là một địa cấp thị nằm ở tây bắc tỉnh Hà Bắc, Cộng hòa Nhân dân Trung Hoa. Thành phố giáp thủ đô Bắc Kinh ở phía đông nam, Nội Mông ở phía bắc và phía tây, và Sơn Tây ở phía tây nam. Tại cuộc điều tra dân số năm 2010, dân số của Trương Gia Khẩu là 4.345.485 người trên 36.861,56 km2 (14.232,33 dặm vuông), được chia thành 17 quận và huyện. Khu vực xây dựng (hoặc tàu điện ngầm) làm từ 2 quận Kiều Tây, Kiều Đông và huyện Wanquan phần lớn đang bị xáo trộn có 838.978 cư dân vào năm 2010 trên 1.412,7 km2 (545,4 dặm vuông). Do vị trí của nó trên một số động mạch giao thông quan trọng, thành phố là một nút giao thông quan trọng cho việc đi lại giữa Hà Bắc và Nội Mông và kết nối tây bắc Trung Quốc, Mông Cổ và Bắc Kinh.
Trương Gia Khẩu là một trong những thành phố đăng cai tại Thế vận hội Mùa đông 2022.

## Tên gọi
Trương Gia Khẩu được viết là 张家口 trong chữ Hán giản thể và 張家口 trong chữ Hán phồn thể. Đó là Zhāngjiākǒu trong bính âm Hán ngữ, tên có nghĩa là "cửa ải của gia tộc họ Chương". Tên cũ của thị trấn trong tiếng Trung bao gồm Zhāngyuán (張), được sử dụng trong thời kỳ Trung Hoa Dân quốc (1912–1949), và Zhāngjiāpù (張家堡).
Trương Gia Khẩu trong lịch sử được người châu Âu gọi là Kalgan (喀拉干, Kālāgàn) cho đến giữa thế kỷ 20. Tên này bắt nguồn từ tên tiếng Mông Cổ của thành phố, , Cighulaltu qaghalgha (tiếng Mông Cổ cổ điển) và "Chuulalt haalga" (tiếng Mông Cổ hiện đại) hoặc ngắn hơn, , "Qaghalghan" (Tiếng Mông Cổ cổ điển) và "Haalgan" (tiếng Mông Cổ hiện đại) có nghĩa là" cánh cổng "(trong Vạn Lý Trường Thành). Trong tiếng Mãn Châu, thành phố được gọi là  (Imiyangga jase).
Vì vị trí chiến lược của nó ở trên và phía tây bắc của Bắc Kinh, Trương Gia Khẩu đã được đặt biệt danh là "Cửa phía Bắc của Bắc Kinh".

## Lịch sử
Vào tháng 8 năm 1211, trong trận Dã Hồ Lĩnh, lực lượng 90.000 quân của Thành Cát Tư Hãn đã tiêu diệt 450.000 quân đội của quân nhà Kim hùng mạnh.

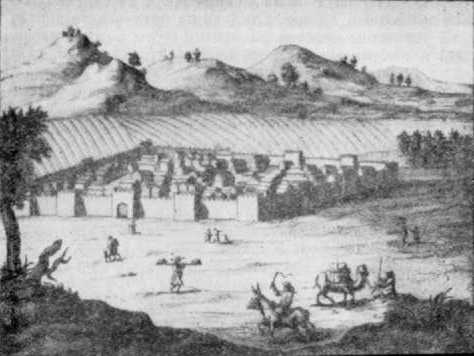
Trương Gia Khẩu (Kalgan) năm 1698

Thành phố khan hiếm nước trong lịch sử là cửa ngõ phía bắc trong Vạn Lý Trường Thành cho Trung Quốc cho người châu Âu đi dọc theo Đường phía Bắc (như Ivan Petlin (1619) hoặc Nicolae Milescu), thường xuyên qua Cư Dung quan.
Từ năm 1571, thành phố này là một thị trường ngựa quan trọng đối với thú cưỡi Mông Cổ được nhập khẩu vào Trung Quốc. Từ năm 1727, đây là một trạm quan trọng cho thương mại Kyakhta giữa Nga và Trung Quốc. Vào đầu mùa thu, những dòng lạc đà dài đến từ tất cả các khu vực để vận chuyển các rương trà từ "Kalgan" (Trương Gia Khẩu) đến Kyakhta băng qua sa mạc Gobi. Mỗi đoàn lữ hành thường thực hiện ba hành trình vào mùa đông. Vào thế kỷ 19, một số thương nhân người Nga có nhà ở và nhà kho cố định ngay bên ngoài cổng.
Vào tháng 10 năm 1909, Kalgan được kết nối bằng đường sắt với Bắc Kinh. Encyclopædia Britannica năm 1911 lưu ý rằng, ở Kalgan, "những ngôi nhà bình thường có vẻ ngoài khác thường, từ thực tế là chúng hầu hết được lợp bằng đất và trở nên phủ đầy màu xanh lá cây" và "trên đường đến Bắc Kinh đi qua một con đường. cây cầu xinh đẹp gồm bảy vòm, được trang trí bằng những hình vẽ bằng đá cẩm thạch về động vật ".
Năm 1937, người Nhật chiếm vùng này và biến Kalgan trở thành thủ phủ của tỉnh Cha-nan (Nam Chahar) tự trị. Ủy ban Liên bang Mạnh Giang được thành lập để giám sát các vấn đề kinh tế, ngân hàng, truyền thông và công nghiệp của Nội Mông (Mông Cương) bị Nhật chiếm đóng.
Đầu những năm 1960, ở đỉnh điểm của căng thẳng Trung-Xô, Trương Gia Khẩu được coi là một trong những thành phố quan trọng nhất ở Trung Quốc vì lý do chiến lược quân sự. Trương Gia Khẩu có biệt danh là "Cửa Bắc của Bắc Kinh", bởi vì bất cứ ai kiểm soát Trương Gia Khẩu đều ở vị trí tốt để tấn công (trong trường hợp của Liên Xô) hoặc phòng thủ (trong trường hợp của Trung Quốc) Bắc Kinh.
Trương Gia Khẩu sẽ tổ chức một số sự kiện trong Thế vận hội Mùa đông 2022.

## Du lịch
Nằm ở giữa cao nguyên Đại Mông Cổ và bình nguyên Hoa Bắc, Trương Gia Khẩu có địa hình hơi gồ ghề đặc trưng bởi những ngọn núi cao, thung lũng sâu và những con đường đá. Kết quả là, nó đóng vai trò là một tấm lá chắn tự nhiên hoàn hảo cho Bắc Kinh, khiến nó trở thành ưu tiên chiến lược về mặt quân sự từ thời cổ đại. Thành phố được gọi là "Cửa ngõ vào Bắc Kinh" và "Thành phố trên núi vượt qua Vạn Lý Trường Thành". Núi Yan lớn, núi Taihang cao chót vót, đồng cỏ rộng lớn và sông Sangyang uốn khúc hội tụ tại đây. Chính quyền thành phố đã coi du lịch là một động lực chính của nền kinh tế thành phố và tiếp tục phát triển ngành công nghiệp.

## Kinh tế
Vùng lân cận Trương Gia Khẩu rất giàu than và quặng sắt, khiến nó trở thành địa điểm lý tưởng để phát triển ngành luyện thép. Ngoài luyện kim, thành phố này là nơi có một trong những ngành công nghiệp rượu vang quan trọng nhất của Trung Quốc, với Công ty Rượu vang Vạn lý trường thành được đặt tại Shacheng, Quận Hoài Lai.

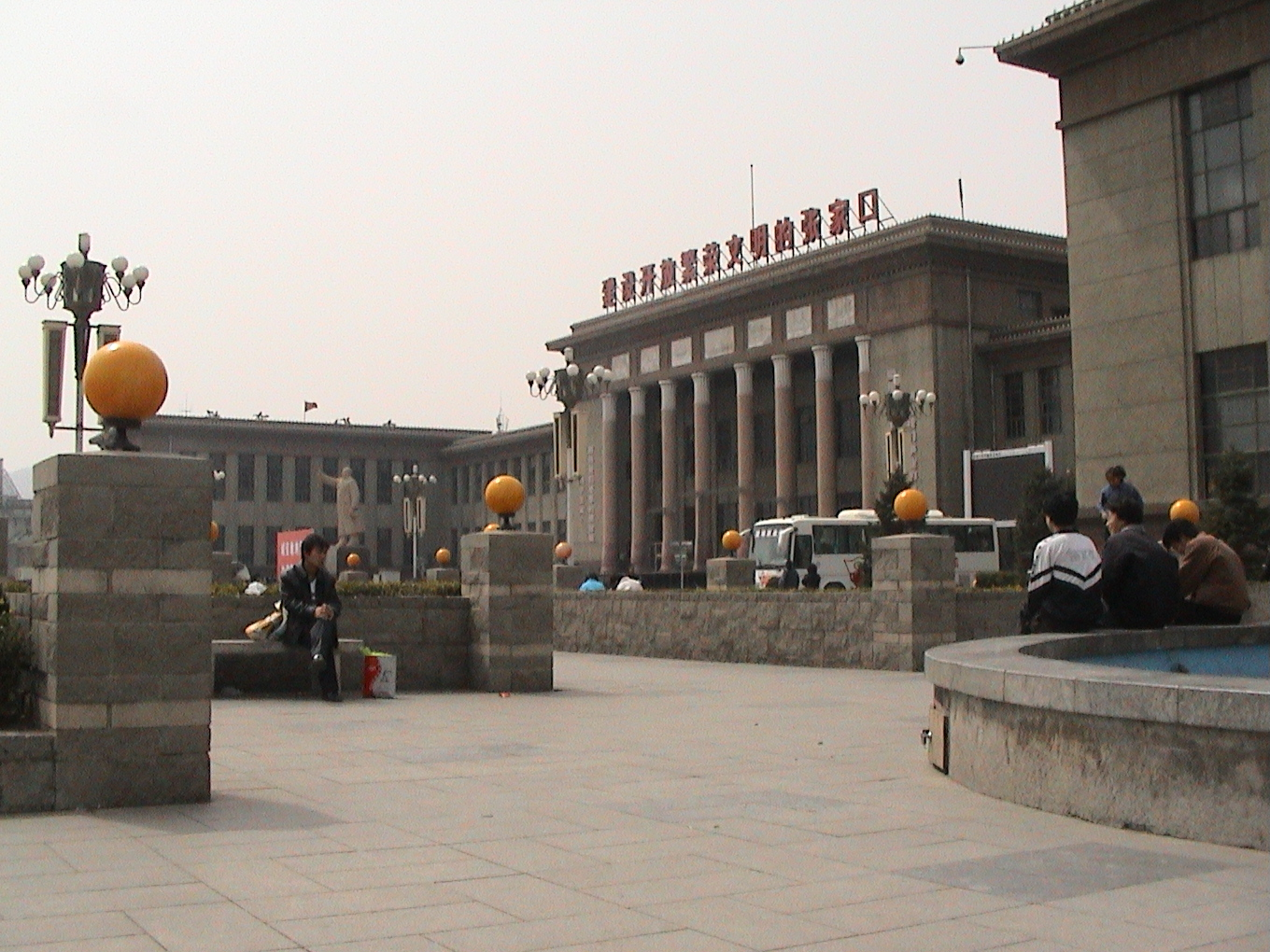
Quảng trường thành phố

## Giao thông
- Thành phố nằm ở góc tây bắc của tỉnh và được liên kết với Đại Đồng ở Sơn Tây bằng đường cao tốc Xuanda và Bắc Kinh bằng đường cao tốc Jingzhang.
- Trương Gia Khẩu được liên kết thêm bằng đường cao tốc đến Nội Mông, mở cửa vào ngày 7 tháng 9 năm 2005.
- Quốc lộ Trung Quốc 207
- Một tuyến đường sắt hạng nặng đang được xây dựng, để vận chuyển than từ Trương Gia Khẩu đến Đường Sơn. Xây dựng dự kiến sẽ hoàn thành vào năm 2015; tuyến đường sắt được lên kế hoạch vận chuyển 200 triệu tấn than mỗi năm. Một tuyến đường sắt hạng nặng khác, Junggar-Zhangjiakou, dự kiến sẽ kết nối với nó.
- Đường sắt liên tỉnh Bắc Kinh-Trương Gia Khẩu đang được xây dựng.
- Các chuyến bay đến Quảng Châu, Thượng Hải, Thâm Quyến, Thạch Gia Trang và Hạ Môn có sẵn tại sân bay Ninh Viễn Trương Gia Khẩu.

## Quân sự
Trương Gia Khẩu là trụ sở của Quân đoàn 65 của Quân đội Giải phóng quân Nhân dân Trung Quốc, một trong ba đội quân bao gồm Quân khu Bắc Kinh chịu trách nhiệm bảo vệ thủ đô của Trung Quốc.

## Giáo dục
Trương Gia Khẩu là trường đại học Bắc Hà Bắc. Trường đại học đã được cải thiện mạng lưới quốc tế và nhiều sinh viên nước ngoài hiện đang học tập tại đó.

## Địa lí và khí hậu
Trương Gia Khẩu nằm ở phía tây bắc của tỉnh Hà Bắc, và được xác định bởi địa hình phần lớn gồ ghề được tạo ra bởi dãy Âm Sơn, với độ cao tăng dần từ đông nam đến tây bắc. Phía đông của tỉnh đánh dấu dãy Yên Sơn. Các thành phố giáp ranh trong tỉnh là Thừa Đức ở phía đông bắc và Bảo Định ở phía nam. Nó cũng giáp Sơn Tây ở phía tây và tây nam và Nội Mông ở phía tây bắc. Vĩ độ của thành phố dao động từ 39 ° 30 'đến 42 ° 10' N, hoặc 289,2 km (179,7 mi), trong khi kinh độ của nó kéo dài 113 ° 50 'đến 116 ° 30' E, hoặc 216,2 km (134,3 mi).
Thành phố Trương Gia Khẩu được chia thành ba khu vực địa hình: cao nguyên, núi và lưu vực. Trước đây có độ cao thường trên 1.400 mét (4.600 ft), và bao gồm tất cả các quận Guyuan và Kangbao cũng như một phần của các quận Shangyi và Zhangbei. Khu vực này là một phần của đầu phía nam của cao nguyên Nội Mông (内蒙古 高原) và chiếm một phần ba diện tích của thành phố. Khu vực lưu vực có độ cao từ 500 đến 1.000 mét (1.600 đến 3.300 ft) và hỗ trợ một vài con sông.
Trương Gia Khẩu có khí hậu bán khô hạn lục địa, chịu ảnh hưởng của gió mùa (Köppen BSk), với mùa đông dài, lạnh, khô và lộng gió do áp cao Siberia và mùa hè nóng ẩm do ảnh hưởng của gió mùa Đông Á; ở giữa mùa xuân và mùa thu là khô và ngắn. Thời tiết ở đây ôn hòa hơn nhiều so với ở Bắc Kinh một phần do độ cao. Nhiệt độ trung bình 24 giờ hàng tháng dao động từ -8,3 °C (17,1 °F) vào tháng 1 đến 23,7 °C (74,7 °F) vào tháng 7 và trung bình hàng năm là 8,81 °C (47,9 °F).
| Dữ liệu khí hậu của Zhangjiakou (1971−2000) | Dữ liệu khí hậu của Zhangjiakou (1971−2000) | Dữ liệu khí hậu của Zhangjiakou (1971−2000) | Dữ liệu khí hậu của Zhangjiakou (1971−2000) | Dữ liệu khí hậu của Zhangjiakou (1971−2000) | Dữ liệu khí hậu của Zhangjiakou (1971−2000) | Dữ liệu khí hậu của Zhangjiakou (1971−2000) | Dữ liệu khí hậu của Zhangjiakou (1971−2000) | Dữ liệu khí hậu của Zhangjiakou (1971−2000) | Dữ liệu khí hậu của Zhangjiakou (1971−2000) | Dữ liệu khí hậu của Zhangjiakou (1971−2000) | Dữ liệu khí hậu của Zhangjiakou (1971−2000) | Dữ liệu khí hậu của Zhangjiakou (1971−2000) | Dữ liệu khí hậu của Zhangjiakou (1971−2000) |
| Tháng                                       | 1                                           | 2                                           | 3                                           | 4                                           | 5                                           | 6                                           | 7                                           | 8                                           | 9                                           | 10                                          | 11                                          | 12                                          | Năm                                         |
| ------------------------------------------- | ------------------------------------------- | ------------------------------------------- | ------------------------------------------- | ------------------------------------------- | ------------------------------------------- | ------------------------------------------- | ------------------------------------------- | ------------------------------------------- | ------------------------------------------- | ------------------------------------------- | ------------------------------------------- | ------------------------------------------- | ------------------------------------------- |
| Cao kỉ lục °C (°F)                          | 9.7 (49.5)                                  | 18.2 (64.8)                                 | 22.6 (72.7)                                 | 31.5 (88.7)                                 | 36.8 (98.2)                                 | 37.7 (99.9)                                 | 39.2 (102.6)                                | 36.0 (96.8)                                 | 33.5 (92.3)                                 | 27.7 (81.9)                                 | 20.4 (68.7)                                 | 14.0 (57.2)                                 | 39.2 (102.6)                                |
| Trung bình ngày tối đa °C (°F)              | −2.2 (28.0)                                 | 1.5 (34.7)                                  | 8.4 (47.1)                                  | 17.9 (64.2)                                 | 24.8 (76.6)                                 | 28.5 (83.3)                                 | 29.4 (84.9)                                 | 27.7 (81.9)                                 | 23.2 (73.8)                                 | 16.3 (61.3)                                 | 6.6 (43.9)                                  | −0.4 (31.3)                                 | 15.1 (59.3)                                 |
| Trung bình ngày °C (°F)                     | −8.3 (17.1)                                 | −5.0 (23.0)                                 | 2.0 (35.6)                                  | 10.9 (51.6)                                 | 17.8 (64.0)                                 | 22.1 (71.8)                                 | 23.7 (74.7)                                 | 22.0 (71.6)                                 | 16.6 (61.9)                                 | 9.6 (49.3)                                  | 0.5 (32.9)                                  | −6.2 (20.8)                                 | 8.8 (47.8)                                  |
| Tối thiểu trung bình ngày °C (°F)           | −12.9 (8.8)                                 | −10 (14)                                    | −3.6 (25.5)                                 | 4.6 (40.3)                                  | 11.2 (52.2)                                 | 16.0 (60.8)                                 | 18.7 (65.7)                                 | 17.2 (63.0)                                 | 11.2 (52.2)                                 | 4.3 (39.7)                                  | −4 (25)                                     | −10.5 (13.1)                                | 3.5 (38.4)                                  |
| Thấp kỉ lục °C (°F)                         | −24.6 (−12.3)                               | −21.9 (−7.4)                                | −16.5 (2.3)                                 | −7.7 (18.1)                                 | −1.3 (29.7)                                 | 5.1 (41.2)                                  | 12.5 (54.5)                                 | 7.2 (45.0)                                  | 1.1 (34.0)                                  | −9.1 (15.6)                                 | −17.5 (0.5)                                 | −22.2 (−8.0)                                | −24.6 (−12.3)                               |
| Lượng Giáng thủy trung bình mm (inches)     | 2.0 (0.08)                                  | 4.1 (0.16)                                  | 9.1 (0.36)                                  | 14.0 (0.55)                                 | 33.1 (1.30)                                 | 60.6 (2.39)                                 | 109.9 (4.33)                                | 100.5 (3.96)                                | 45.0 (1.77)                                 | 16.9 (0.67)                                 | 6.3 (0.25)                                  | 2.1 (0.08)                                  | 403.6 (15.9)                                |
| Số ngày giáng thủy trung bình (≥ 0.1 mm)    | 1.7                                         | 2.5                                         | 4.6                                         | 4.8                                         | 7.6                                         | 10.2                                        | 13.4                                        | 12.8                                        | 9.1                                         | 4.3                                         | 2.6                                         | 1.7                                         | 75.3                                        |
| Nguồn: Weather China                        |                                             |                                             |                                             |                                             |                                             |                                             |                                             |                                             |                                             |                                             |                                             |                                             |                                             |

## Thể thao
Trương Gia Khẩu sẽ tổ chức trượt tuyết và trượt tuyết tự do Bắc Âu và không bao gồm không khí lớn cho Thế vận hội Mùa đông 2022.

Nơi tổ chức Thế vận hội Mùa đông 2022.

## Các đơn vị hành chính

### Các quận
Trương Gia Khẩu quản lý các quận nội thành sau:
- Kiều Đông (桥东区)
- Kiều Tây (桥西区)
- Hạ Hoa Viên (下花园区)
- Tuyên Hóa (宣化区)
- Vạn Toàn (万全区)
- Sùng Lễ (崇礼区)

### Các huyện
- Trương Bắc (张北县)
- Khang Bảo (康保县)
- Cô Nguyên (沽源县)
- Thượng Nghĩa (尚义县)
- Uất huyện (蔚县)
- Dương Nguyên (阳原县)
- Hoài An (怀安县)
- Hoài Lai (怀来县)
- Xích Thành (赤城县)
- Trác Lộc (涿鹿县)
- Khu phát triển kỹ thuật công nghệ cao Trương Gia Khẩu (张家口市高新技术产业开发区)
- Khu quản lý Sát Bắc (察北管理区)
- Khu quản lý Tắc Bắc (塞北管理区)